# Gigabyte
Pour le constructeur informatique taïwanais, voir Gigabyte Technology.
Pour les articles homonymes, voir GB.

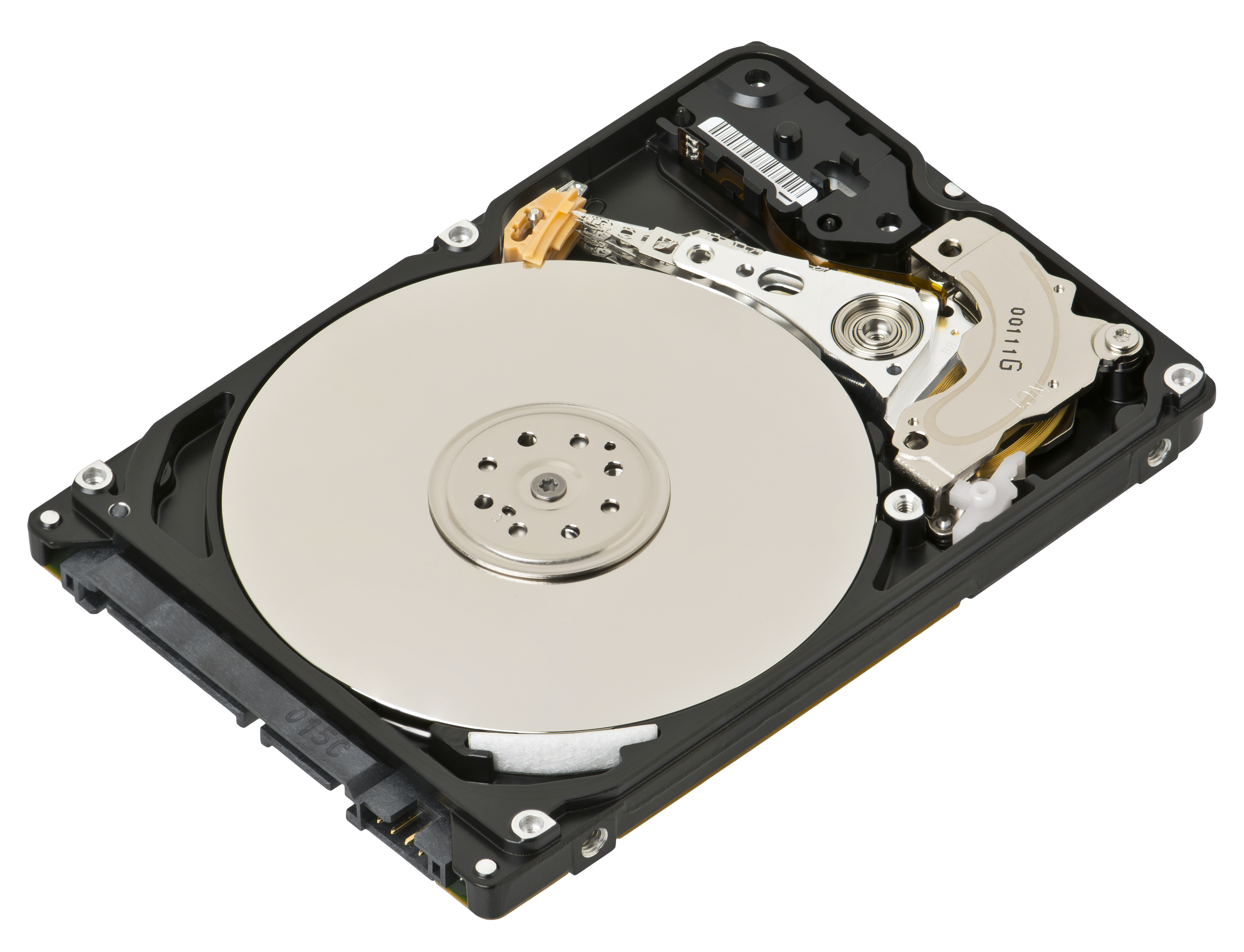
Disque dur 2.5" d'une capacité de 500 Gigabytes.

Le gigabyte (GB) est une unité de mesure de stockage en informatique équivalent à un milliard de bytes (109), soit généralement à un gigaoctet. Il ne faut pas le confondre avec le gibibyte (230).